# Markušovce
Markušovce jsou obec na Slovensku v okrese Spišská Nová Ves, v Košickém kraji.

## Polohopis
Obec se nachází v jižní části Hornádské kotliny na soutoku Levočského potoka s Hornádem.

### Sousední obce
Markušovce sousedí s obcemi Lieskovany, Matejovce nad Hornádom, Odorín, Rudňany, Spišská Nová Ves, Teplička, Závadka.

### Ulice
- Komenského
- Školní
- SNP
- Michalská
- Sv. Jana Nepomuckého
- Za Hornádom
- Bystrá
- Odorínska cesta
- Podhradová
- Pod horou
- Slovenská
- Březová
- Polní
- Krátká
- Železniční
- Hornická
- Za Tehelňou
- Jareček

### Vodní toky
Hornád, Levočský potok, Odorica, Markušovský potok

## Symboly obce
Znak obce Markušovce tvoří v modrém štítě v zelené trávě stojící stříbrovlasý vlevo hledící anděl s rozpjatými křídly ve stříbrném rouchu a zlatem kabátci, v pravici se zlatou ratolestí, v levici se zlatým věncem.
Vlajka obce sestává ze čtyř pruhů v barvách zelené, žluté, bílé a modré. Vlajka je ukončena třemi cípy.

## Historie

### Staré a cizí názvy obce
- Německý název:Marksdorf
- Maďarský název:Markusfálva

## Kultura a zajímavosti

### Památky

#### Kostel svatého Michala

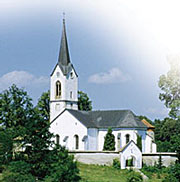
Kostel sv. Michala Archanděla Markušovce

Tyčí se na skále nad obcí a svou polohou má dominantní postavení. Je to jednolodní, gotický, původně románský kostel. Jeho existence se připomíná už v roce 1280, když první markušovský zeměpán Gala dal budovat kostel pro osadníky z Markušovců, Čepanovců (dnes součást Markušovců) a Lieskovan. I obec Markušovce se jmenovala původně po patronovi chrámu sv. Michala a nynější jméno dostala až po županovi, čili comesovi (hraběti) Markovi, synovi Gala, který obec po zničení Tatary znovu vystavěl. Od roku 1290 se stala markušovská fara nezávislou plebánií, čímž se pod ni dostaly okolní fary a získala právo vybírat desátky. Zajímavostí kostela je, že presbytář není od lodi odděleno vítězným obloukem. Kolem roku 1486 převzal správu majetku v obci Štefan Mariássy, který svou oddanost náboženskému duchu projevil přístavbou dvou gotických kaplí ke kostelu. Ze severní strany to byla kaple sv. Kosmy a Damiána, patronů lékařů a zdraví, z jižní strany kaple sv. Anny, patronky jeho matky. Síťová klenba kostela je z 15. století. Jižní kaple svaté Anny má pěkný portál, jehož hlavice jsou zdobeny motivem révy. Po požárech v letech 1773 a 1882 byl kostel následně obnoven, zvětšen a zařízen oltáři i novou výzdobou. Dnešní věž je z roku 1891. Z vnitřního zařízení jsou nejcennější náhrobní kameny Mariássyových z červeného mramoru ze 16. a 17. století. Ostatní interiér je barokní, bohatý a historicky velmi cenný. Kolem kostela vede obranná zeď s dvěma vstupními zděnými branami a novodobou kryptou Mariássyových. Kostel sv. Michala v Markušovcích je součástí chráněné památkové zóny, která byla v obci vyhlášena pro vysoký výskyt historicky cenných budov v roce 1993.

#### Markušovský hrad

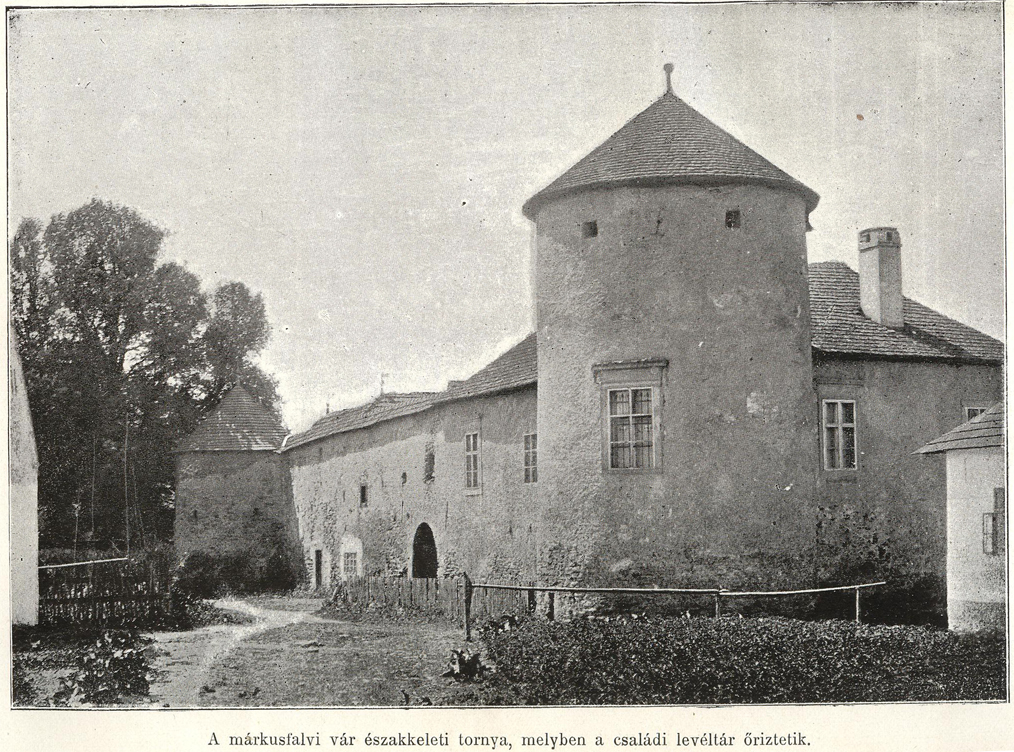
Markušovský hrad

Nachází se v těsné blízkosti kostela sv. Michala na skalním návrší. V současnosti se zde nacházejí pouze jeho zbytky. Hrad je obdélníková budova se čtyřmi nárožními věžemi. Základy hradu byly položeny v roce 1284 původně v gotickém slohu. Vybudovat ho dal Mikuláš Mariássy - syn hraběte Markuse. Koncem 15. nebo začátkem 16. století Štefan Mariássy hrad rozšířil a opevnil. V bojích o uherský trůn mezi Ferdinandem Habsburským a Janem Zápolským se Máriássyovci přidali na stranu Zápolského, a proto jim Ferdinand majetek zkonfiskoval a Levočani v roce 1527 markušovský hrad zničili. Kolem poloviny 16. století, kdy Máriássyové znovu získali ztracené majetky, dal Pavel Mariássy hrad obnovit a přebudovat v renesančním slohu, čímž mu dal v podstatě dnešní podobu obdélníkové budovy se čtyřmi nárožními věžemi. Hrad roce 1773 vyhořel, roku 1789 byl renovován, ale soustavně obydlen již nebyl, protože mezitím si Máriássyovci postavili zámek v obci. V jedné věži byl do roku 1935 uložený Mariássyovský archiv. Dnes je hrad jen částečně zachován a není zpřístupněn veřejnosti. Prochází podél něj stezka vedoucí až ke kostelu.

#### Markušovský zámeček

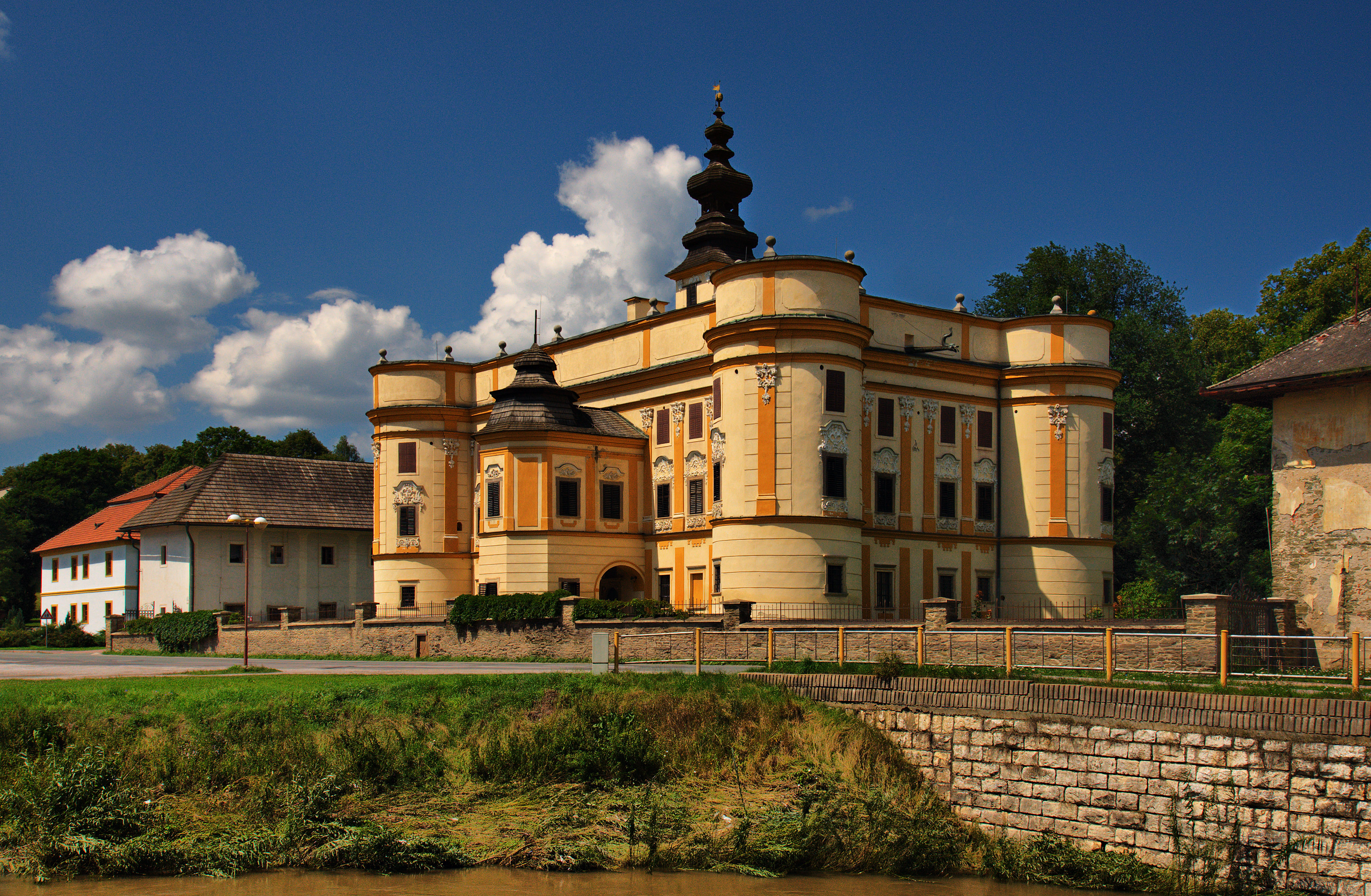
Markušovský zámeček

V obci se nachází několik kúrií a zámečků, z nichž nejkrásnější je Mariássyovský zámek. Tyto kúrie byly v obci postaveny v 17. a 18. století. Jedna z nich, pozdněbarokní kúrie, je památkou z 18. století a nachází se hned u zámku. Po rekonstrukci se stala budovou Obecního úřadu v Markušovcích. Před vchodem je na sloupu obecní znak. Další na hlavní ulici má na fasádě erbovní tabuli s rokem 1747 a iniciálami LM a KS se sdruženým erbem Ladislava Mariássyho a jeho manželky Kláry Szepessy.
Mariássyovský zámek má čtvercový půdorys se čtyřmi kulatými nárožními věžemi. Postavil jej v roce 1643 František Mariássy v renesančním slohu. Rok výstavby je doložen na tabuli osazené nad hlavním vchodem. Na tabuli je vytesán rodový erb stavitele, iniciály FM a několik nápisů:
V horní části je vytesán text: "MINOR SUM DOMINE CVNCTIS MISERATIOIB9 / / QVAS EXPLEVISTI SUPER SERVUM TUUM", tedy nepřesný citát z Bible (Gen 32:11): "minor sum cunctis miserationibus et cuncta veritate, quam explesti servo tuo", resp. "Nejsem hoden všech projevů milosti a tolika věrnosti, kterou jsi prokázal svému služebníku.". V levé části je vytesán text: "VVV / / IN Silentio & SPE", tedy "V tichu a naději.". V pravé části je vytesán text: "STET DOMUS HAEC DONEC / / FLVCTVS FORNICA MARINOS / / EBIBAT TESTUDO TOTVM / / PERAMBVLET ORBEM", což lze přeložit jako "Ať dům tento stojí pokud vody mořské mravenec nevypije a želva celý svět neobejde.". Nejrozsáhlejší je text ve spodní části: "DOMINE SECUNDVM MULTITUDINEM MISERY / / ONUMA TUORUM MISERERE MEI / / SI DEUS PRO NOBIS QVIS CONTRA NOS / / NON EST CURENTIS NEQVE VOLENTIS / / SED MISERENTIS DEI / / FRANCISCUS MARIASI DE MARCUSFALVA / / HOC OPVS EXTRVI CVRAVIT EX FVNDAMENTO / / ANNO 1643 ", který obsahuje části citátů z Bible:" Miserere mei, Deus, secundum Misericordia tuam; et secundum multitudinem miserationum tuarum dele iniquitatem Meamo. "(Psalm 51:3), tedy" Smiluj se, Bože, nade mnou pro své milosrdenství a pro své velké slitování znič mou nepravost. ", dále rčení" Pokud je Bůh s námi, kdo proti nám. ", další citát z Bible" igitur non volentis Nequam currentis sed miserentis Dei "(Římanům 9: 16), tedy "A tak tedy nezáleží na tom, kdo chce, ani na tom, kdo běží, ale na Bohu, který se smilovává." a nakonec oznámení, že toto dílo dal v roce 1643 od základů vystavět František Mariássy z Markušovců.
Svou polohou v centru památkové zóny je zámek ozdobou obce Markušovce a patří mezi její nejkrásnější historické objekty. Dá se předpokládat, že zámek byl zakončen renesanční štítkovou atikou. V letech 1773–1775 hrabě Wolfgang Farkaš Máriássy zámek přebudoval v rokokovém slohu a místo atiky zvýšil obvodové zdi a na ně dal přimalovat falešná okna, takže stavba budí dojem dvoupatrové budovy. Před vstupní portál přistavěli rizalit a uprostřed střechy postavili barokní věžičku. Tehdy dostalo průčelí zámku i dodnes existující štukovou výzdobu. Okolí zámku bylo upraveno na francouzský park s třemi stupňovitými terasami. Přestavba se uskutečnila poté, co se stal majitelem Wolfgang - Farkaš Mariássy, přičemž jeho erb a erb jeho manželky Kláry Krasznecz je v podbrání oproti hlavnímu vchodu do zámku. Zámek patřil rodině Mariássyových až do roku 1933, kdy ho odkoupil Alexander Wieland. V roce 1945 byl jeho majetek včetně zámku zkonfiskován. Pro účely muzea upravili zámek v 50. letech a v letech 1986–1993 proběhla jeho rozsáhlá rekonstrukce. Dnes je v zámku expozice historického nábytku zpřístupněná veřejnosti od roku 1994. Expozice prezentuje vývoj a typové zastoupení nábytkového umění a interiérových doplňků od 17. století po začátek 20. století. Návštěvníci tak mohou zhlédnout historický nábytek od období renesance, přes období baroka, rokoka, klasicismu, empíru a biedermeieru, do fáze neostylů a historizmů až po ukázky interiérového zařízení v 20. stol. Za zámkem se nachází nejcennější památka parku, nedokončený letohrádek Dardanely.

#### Letohrádek Dardanely

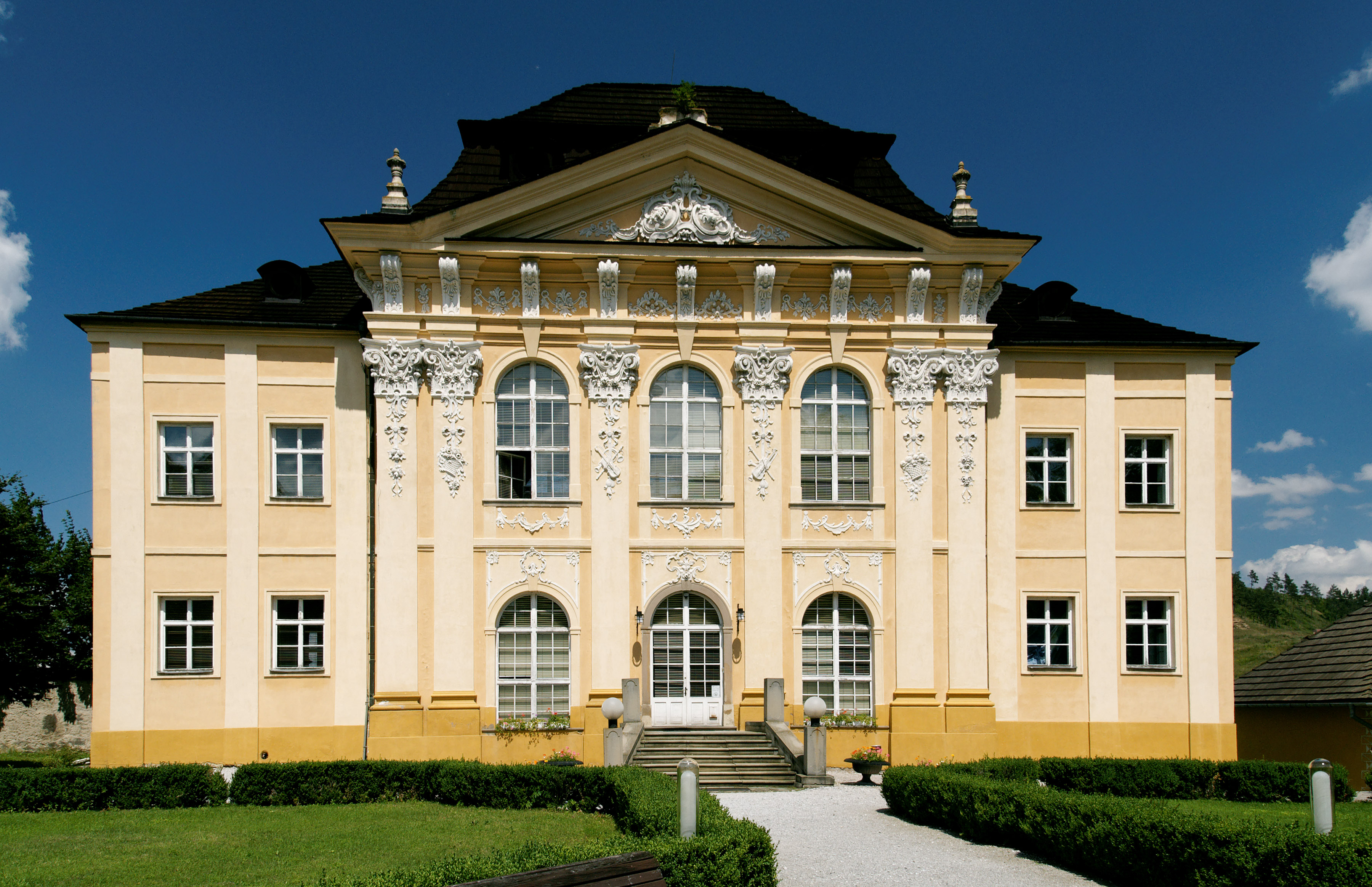
Letohrádek Dardanely

Stojí na poslední terase francouzského parku. Původně měla mít střední část letohrádku ještě dvě křídla. Zdá se však, že k jejich realizování nedošlo z finančních důvodů. Letohrádek dal postavit Wolfgang - Farkaš Mariássy ze společenských a reprezentačních důvodů, ke kterým přispěla i ohlášená návštěva císařského dvora Josefa II., ke které nakonec nedošlo. I tak je postavená část budovy nejkrásnější rokokovou stavební památkou na Spiši.
Letohrádek je jednopatrová budova s třemi velkými okny v přízemí i na patře hlavního průčelí. Prostor mezi okny je zdoben pilastry, nároží dokonce zdvojenými pilastry. Prostor nad i pod okny prvního patra je zdoben bohatou a vkusnou výzdobou. Průčelí je zakončeno tympanonem s erbem Wolfganga - Farkaše Mariássyho a jeho manželky. Autorem sgrafitové výzdoby je Vincent Schwartz z Podolínce. Největší místností je taneční sál v prvním patře. Má lunetovou klenbu, rozdělenou pásy na sedm polí. Prostřední pole zdobí girlandový věnec z květů, ostatní pole zdobí fresky od neznámého malíře. Zobrazují scény z mytologie: Paridův soud, Diana na lovu, Bakchus a Ariadna, únos Persefony, Neptun a Amfitrité a Galatea na delfínu. Po stranách místnosti jsou dveře, které měly vést do nepostavených bočních křídel.
Dnes je v letohrádku Dardanely expozice klávesových hudebních nástrojů, jako jediná na Slovensku. Okolí zámečku a letohrádku je upraveno na francouzský park podle návrhu neznámého zahradního architekta v druhé polovině 18. století za Wolfganga - Farkaše Mariássyho. Tvoří jej tři terasy propojené kamennými schody. Vyzdoben byl drobnou architekturou, ovídiovskými sochami v životní velikosti, kamennými vázami, dobovou studnou a nádržemi na vodu. Z původní výzdoby parku se zachovaly kamenné vázy a dobová studna, znehodnocené však byly některé dřeviny.

#### Markušovský skalní hřib

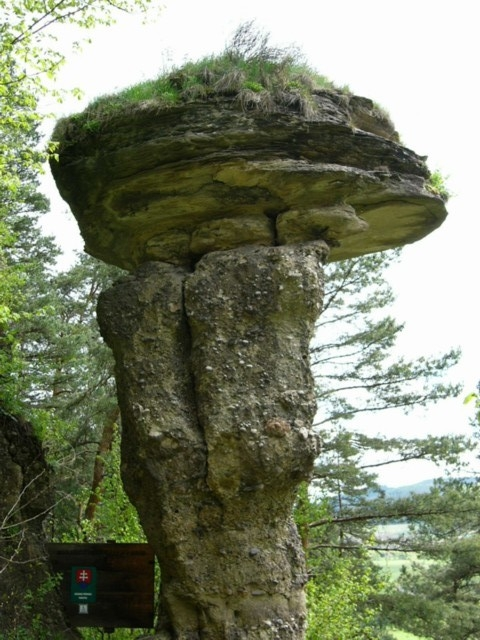
Markušovský skalní hřib

Nachází se v centrální části národní přírodní památky Markušovské steny na strmém svahu ve výšce 470 m n. m. Jde o nejkrásnější hřibovitý skalní útvar na Slovensku. Vznikl v hornádských vrstvách. Tvoří ho 8 m vysoká noha složená ze slepenců, které jsou méně odolné vůči zvětrávání a tak se rozpadly dříve než pískovce, z nichž je vytvořen klobouk hřibu o průměru cca 3 m.
Chráněný objekt leží 2 km od obce Markušovce v Hornádské kotlině. Geologicky je území budováno vnitrokarpatským paleogénem. Jeho bázi tvoří slepence. Zrnitostní poměry slepenců se často mění, od balvanitých až po drobnozrnné. Slepence transgredovaly na podložní triasové vápence, přičemž vyplnily i nerovnosti podkladu. Mezi oblázky dominující horninou jsou podložní světlé vápence rozličného stupně opracování. Méně se vyskytují úlomky fylitů a zelených břidlic. Podmínkou utvoření zvláštního příkladu hřibovitého útvaru je petrografická rozdílnost podložní části, z níž je utvořena „noha", a vrcholové části. Zatímco spodní části tvoří hrubozrnný typický slepenec, mechanicky méně odolný, vrchní část má pískovcový charakter s větší soudržností. Na formování se však uplatňovaly i procesy říční eroze řeky Hornád, nad jejímž pravým břehem se skalní hřib vypíná, a částečně i větrná eroze. Tento proces nerovnoměrného zvětrávání vytvořil jev skutečně vzácný. Je vysoký přes 8 metrů a je situován do okraje slepencové skalní stěny. Je zpřístupněn naučnou stezkou. Markušovský skalní hřib (1976, 7,16 ha) je nepochybně nejznámější slovenský hřibovitý skalní útvar.

#### Markušovské stěny - Národní přírodní památka Markušovské stěny
Jde o chráněné území o rozloze cca 13,44 ha. Leží v Hornádské kotlině na levém břehu řeky Hornád mezi obcemi Markušovce a Matejovce nad Hornádom. Neopakovatelný obraz území dávají strmé skalní stěny, ve kterých příroda během čtvrtohor zvětráváním, činností vody, ledu, slunce a větru vytvořila ojedinělé skalní útvary.

#### Markušovská dolina
Markušovska dolina nabízí široké možnosti na relax, turistiku, cyklistiku a je velmi populární jak mezi mladými, tak i staršími občany.

### Pomníky
V obci se nachází pomník padlých Markušovčanů v druhé světové válce

### Sport
Obec hraje fotbalovou ligu a získává výborné umístění v šachu. Podmínky pro sportování jsou dobré. Nachází se zde fotbalové a multifunkční hřiště. Dobrovolní hasiči obce Markušovce pravidelně vedou okresní hasičskou ligu a patří mezi nejlepší družstva v rámci Košického kraje. V posledním období se do soutěží zapojují 2 družstva mužů a 2 družstva žen. V letech 2001, 2003 a 2005 vyhrála krajské kolo prověrek a postoupila na národní kolo, kde se umístila v kategorii dorostenců na 5. místě (r.2001) a v kategorii mužů na 4. místě (r. 2003) a 6. místě (r. 2005 Šurany).

### Pravidelné akce
Jezdecké závody v parkurovém skákání.

## Politika

### Starostové obce
- 1990 - 1994 Michal Čuchran (VPN)
- 1994 - 1998 Michal Čuchran (SZS)
- 1998 - 2002 Michal Čuchran (SOP)
- 2002 - 2006 Ing. Ján Šofranko (HZDS + SDĽ)
- 2006 - 2010 Ing. Ján Šofranko (SMER-SD + LS-HZDS + SNS)
- 2010 - 2014 Michal Čuchran (SDKU-DS)

### Zastupitelstvo
- 1990 - 1994 - 18 poslanců
- 1994 - 1998 - 18 poslanců (8 KDH, 4 SZS, 3 SDĽ, 2 UNIE ROI, 1 HZDS)
- 1998 - 2002 - 18 poslanců (11 KDH, 6 SOP, 1 SDĽ)
- 2002 - 2006 - 11 poslanců (8 KDH, 1 ANO, 1 ROMA, 1 SDĽ)
- 2010 - 2014 - 11 poslanců (4 KDH, 2 SaS, 5 NEKA)

### Obyvatelstvo
Vývoj obyvatelstva od roku 1869
| Rok sčítání | Počet obyvatel | Počet domů |
| ----------- | -------------- | ---------- |
| 1869        |                | -          |
| 1880        | 1 606          | 195        |
| 1890        | 1 510          | 182        |
| 1900        | 1 613          | 216        |
| 1910        | 1 670          | 213        |
| 1921        | 1 521          | 185        |
| 1930        | 1 946          | 265        |
| 1950        | 2 204          | 274        |
| 1961        | 2 425          | 346        |
| 1970        | 2 650          | 407        |
| 1980        | 2 623          | 479        |
| 1991        | 2 698          | 535        |
| 2001        | 3 243          | 450        |
| 2007        | 3 738          | 450        |
| 2009        | 3 896          | ?          |
| 2011        | 3 988          | ?          |

Složení obyvatelstva podle náboženského vyznání (2011)
|                          | Počet obyvatel | %    |
| ------------------------ | -------------- | ---- |
| Římskokatolická církev   | 3 600          | 90,3 |
| Evangelická církev a. v. | 27             | 0,7  |
| Řeckokatolická církev    | 24             | 0,6  |
| Pravoslavná církev       | 20             | 0,5  |
| Bez vyznání              | 103            | 2,6  |
| Ostatní a nezjištěno     | 214            | 5,3  |

Složení obyvatelstva podle nejčastěji používaného jazyka v domácnosti (2011)
|                      | Počet obyvatel | %    |
| -------------------- | -------------- | ---- |
| Slovenská            | 1 612          | 40,4 |
| Romský               | 2 076          | 52,1 |
| Německý              | 5              | 0,1  |
| Anglický             | 4              | 0,1  |
| Ostatní a nezjištěno | 291            | 7,3  |

## Hospodářství a infrastruktura

### Doprava
Do obce je pravidelné autobusové a vlakové spojení. Přístupové cesty jsou z Odorín a Spišské Nové Vsi.

### Farní úřad
- Římskokatolický - Michalská 52
- Administrátor farnosti: Mgr.Ondrej Švančara
- Kaplan: Mgr.Adam Rataj

### Školství
- Mateřská škola - Školní 18
- Základní škola - Školní 18
- Speciální základní škola - Michalská 39